# 天主教尼泊爾宗座代牧區
天主教尼泊爾宗座代牧區（拉丁語：Vicariatus Apostolicus Nepalianus）是尼泊爾一個羅馬天主教宗座代牧區，直屬聖座。
1983年10月7日自巴特那教區分出，組成自治傳教團。1996年11月8日升為宗座監牧區，2007年2月10日升為代牧區。
代牧區包括尼泊爾全國，2010年有六十七名司鐸、八個堂區、7,731名教友。現任宗座代牧為Paul Simick。

## 宗座代牧列表
- 安多尼·夏爾馬（1996年11月8日至2014年4月25日）
- Paul Simick（2014年4月25日至現在）